# Moose Pass
Moose Pass es un lugar designado por el censo de solamente un poco más de doscientas personas, ubicado en la borough de Península de Kenai en el estado estadounidense de Alaska. En el año 2010 tenía una población de 219 habitantes y una densidad poblacional de 4,67 personas por km².. Se estableció en 1909, y desde entonces no ha crecido mucho.

## Geografía
Moose Pass está localizado a 60°29′16″N 149°22′15″O / 60.48778, -149.37083 (60.487778, -149.370833). Rodeado por el Chugach National Forest, el cual está localizado a 100 millas al sur de Anchorage, y a 30 millas al norte de Seward en el Seward Highway cruzando el  Upper Trail Lake.

## Demografía
Según la Oficina del Censo en 2000 los ingresos medios por hogar en el lugar designado por el censo eran de 87.291 dólares, y los ingresos medios por familia eran de 85.463 dólares. Los hombres tenían unos ingresos medios de 61.563 dólares frente a los 31.563 para las mujeres. La renta per cápita para el lugar designado por el censo era de 28.147 dólares. Ninguna persona de la población estaba por debajo del umbral de pobreza.
En el 2000, había alrededor de 206 habitantes, de los cuales había 84 hogares, y 51 familias residiendo en el CDP. La densidad de población era de 11.4 personas por milla cuadrada (4.4/km²). Había 119 unidades habitacionales, calculado en una densidad media de 6,6 por cada 2,5 kilómetros cuadrados. La composición racial de la CDP, según el censo es de 87,38%  blancos, 1,46%  negros, 5,83% afroamericanos y, por último, el 5,34% de la población pertenece a dos o más razas y el 0,49 son latinos o hispanoamericanos.
Había 84 casas en las afueras de las cuales el 32,1 % tenían niños menores de 18 años, 53,6 % eran parejas casadas viviendo juntos, 4,8 % tenían una cabeza de familia de sexo femenino (sin presencia del marido) y 38,1% no eran familias como tal. En el 31,0 % de las casas solamente vivía una persona y el 4,8 % tienen a alguna persona anciana mayor de 65 años de edad o más. El tamaño medio de las casas era de 2,45m² y el tamaño medio de la familia era 3.13m.
En el CDP la población se extendió con un 29,1 % de menores de 18 años, 5,3 % entre los 18 y los 24, 35,0 % entre 25 y 44 años, 25,2 % de 45 a 64, y un 5,3% de mayores de 65 años. La media de edad era de 36 años. Por cada 100 mujeres había 151,2 varones. Por cada 100 mujeres mayores de 18 años, hay 139,3 hombres.